# DJ Mystique
DJ Mystique, de artiestennaam van Dieter Weyn, is een Belgische deejay en producer uit Antwerpen. Hij is de zoon van een Belgische moeder en een Ghanese vader.
Mystique bracht zijn eerste single Busy like that uit in 2008, gevolgd door clubhits zoals Here Comes the sound, Pull Up, Tablas, Brandnew enz. Mystique werd een van de eerste Belgische artiesten op het internationale platenlabel Spinnin' Records en Diplo's label MadDecent. Hij heeft officiële remixen mogen maken voor onder meer DJ Snake, Dimitri Vegas & Like Mike en Rehab. In 2018 verkreeg hij de rechten van het nummer It's Not Right but It's Okay van Whitney Houston. In 2020 bracht hij het feelgoodnummer Magic met de Bingoplayers (nl).  
Daarnaast staat hij geregeld op muziekevenementen als Tomorrowland, Sunrise Festival, Privilege, Pacha (Buzios), Octagon (Korea), Duplex (Paris), Gotha Club, Greenvalley Brasil en Nikki Beach Miami.